# (123818) Helenzier
(123818) Helenzier est un astéroïde de la ceinture principale.

## Description
(123818) Helenzier est un astéroïde de la ceinture principale. Il fut découvert le 31 janvier 2001 à l'Observatoire Junk Bond par David Healy. Il présente une orbite caractérisée par un demi-grand axe de 2,85 UA, une excentricité de 0,02 et une inclinaison de 3,0° par rapport à l'écliptique.

## Compléments